# Toponimi latini dei comuni della provincia di Arezzo
Questo elenco comprende i toponimi latini dei comuni della provincia di Arezzo effettivamente usati in epoca classica, medievale e moderna.

## Elenco
| Endonimo italiano          | Toponimo latino principale                    | Varianti                                                                                                   | Antropotoponimo (nome degli abitanti)              | Note |
| -------------------------- | --------------------------------------------- | --- | -------------------------------------------------- | ---- |
| Arezzo                     | Arretium -ii                                  | Aretium, Adretium                                                                                          | Arretini                                           |      |
| Anghiari                   | Anglarium -ii                                 | Angliaravia, Angliaria, astrum Angulare                                                                    | Anglarenses                                        |      |
| Badia Tedalda              | Abbatia Teudalda                              | Abbatia de Thedaldis                                                                                       | Abbatiali                                          |      |
| Bibbiena                   | Biblena -ae                                   | Bibena | Biblenenses                                        |      |
| Bucine                     | Bucinum                                       | Bucino, -onis, Castrum Bucinae, Bucinae, Bucine Vicecomitatūs Vallis Ambrae                                | Bucinenses                                         |      |
| Capolona                   | Campus Leonis                                 | Caput Leonis, Capolona                                                                                     | Campusleonens, Caputleonens                        |      |
| Caprese Michelangelo       | Castrum de Caprise                            | Castrum de Caprese                                                                                         | Caprisani                                          |      |
| Castel Focognano           | Castrum Foconianum                            | Castrum Falconianum                                                                                        | Foconianenses, Rassinenses                         |      |
| Castel San Niccolò         | Castrum Sancti Nicolai                        | | Stratenses                                         |      |
| Castelfranco Piandiscò     | Castrum Francum Planities ad Rescum           | Castrum Francum Superius et Planities ad Rescum                                                            | Castrumfrancenses, Planitienses, Rescoplanitienses |      |
| Castiglion Fibocchi        | Castellio de Filiis Bocchi                    | Castillio de Filiis Bocchi, Castrum Leonis de Filiis Bocchi                                                | Castillionenses                                    |      |
| Castiglion Fiorentino      | Castillio Florentinum o Castellio Florentinum | Castrum Leonis Florentinum, Castellio Arretinus, Castellio Perusinum                                       | Castellionenses                                    |      |
| Cavriglia                  | Caprilia -ae                                  | | Caprilienses                                       |      |
| Chitignano                 | Chitinianum -i                                | Chitignanum, Clotinianum                                                                                   | Chitinianini                                       |      |
| Chiusi della Verna         | Clusium -ii Clusa -ae                         | Clusae -arum, Clusium Alverniae, Clusium in Casentino                                                      | Clusenses                                          |      |
| Civitella in Val di Chiana | Civitella Vicecomitatūs Vallis Ambrae         | Civitella Episcopi, Civitella Vallis Ambrae, Civitella Vallis Clanis                                       | Civitellini                                        |      |
| Cortona                    | Cortona -ae                                   | Coriti arx, Corythum                                                                                       | Cortonenses                                        |      |
| Foiano della Chiana        | Foianum -i                                    | Fojanum, Fogianum                                                                                          | Foianenses                                         |      |
| Laterina                   | Laterinum -i                                  | Castrum de Laterino, Latarinum, Laterinus, Laterina                                                        | Laterinenses                                       |      |
| Loro Ciuffenna             | Lorum -i vel Laurus -i                        | Laurus Iofinne, Laurus Clufennius                                                                          | Laurenses                                          |      |
| Lucignano                  | Lucinianum -i                                 | Lucignanum, Lusignanum, Lucillae Forum                                                                     | Lucinianenses                                      |      |
| Marciano della Chiana      | Marcianum -i                                  | Fundus Marcianus                                                                                           | Marcianenses                                       |      |
| Monte San Savino           | Mons Sancti Savini                            | Mons de Sansovino, Mons Sancti Savini ad Barbajanum, Mons Sancti Sabini, Barbajanum, Area Ialta, Ajalta    | Savinenses, Montinenses                            |      |
| Montemignaio               | Mons Mignarius                                | Mons Miniarius, Mons Miliarius                                                                             | Monteminiarienses                                  |      |
| Monterchi                  | Mons Ercli                                    | Mons Herculi, Mons Herculis                                                                                | Monterculenses, Monterclenses                      |      |
| Montevarchi                | Mons Varchi                                   | Mons Guarchi, Castrum Montisguarchi                                                                        | Montevarchini                                      |      |
| Ortignano Raggiolo         | Ortignanum -i - Castrum Rozoli                | Hortinianus, Ragiola                                                                                       | Ortignanenses, Radiolenses                         |      |
| Pergine Valdarno           | Pergina -ae                                   | Perginae, Pergonia                                                                                         | Perginenses                                        |      |
| Pieve Santo Stefano        | Plebs Sancti Stephani                         | Oppidum Veronae                                                                                            | Plebani                                            |      |
| Poppi                      | Popium -ii                                    | Puppium | Popienses, Puppienses                              |      |
| Pratovecchio Stia          | Pratum Vetus Staia -ae                        | Stagia | Pratoveternenses e Staiani, o Stagiani             |      |
| San Giovanni Valdarno      | Fanum Sancti Ioannis in Altura                | Castrum Sancti Iohannis, Fanum Sancti Iohannis Vallis Arni, ad Fines                                       | Ioannenses, Ioannopolitani                         |      |
| Sansepolcro                | Burgus Sancti Sepulchri o Biturgia            | Burgus Sancti Sepulcri, Fanum Sancti Sepulcri, Castrum Burgi Sancti Sepulcri, Vicus Sancti Sepulcri (1101) | Biturgenses, Burgenses                             |      |
| Sestino                    | Sentinum -i                                   | Sestinum                                                                                                   | Sentinates, Sestinenses                            |      |
| Subbiano                   | Subianum -i                                   | Sibianum, Sub Janum, Sevianus                                                                              | Subianenses                                        |      |
| Talla                      | Tallia -ae                                    | Thallia | Tallienses                                         |      |
| Terranuova Bracciolini     | Castrum Sanctae Mariae                        | Terra Nova, Terranova                                                                                      | Terranovenses                                      |      |